# NGC 2679
NGC 2679 هو اصطدام مجري، يقع في كوكبة السرطان. اكتشف في 13 مارس 1785، وقد اكتشفه ويليام هيرشل. يبعد عن الأرض 31.1.

## روابط خارجية
- NGC 2679 على موقع ويكي سكاي: DSS2, SDSS, GALEX, IRAS, Hydrogen α, X-Ray, Astrophoto, Sky Map, Articles and images